# Shadia Alem
Shadia 'Alem, auch transkribiert als Shādiyah 'Ālim (arabisch شادية عالم, DMG Šādiya ʿĀlim; * 1960 in Mekka, Hedschas, Saudi-Arabien) ist eine saudi-arabische Malerin und Künstlerin.

## Leben
'Alem ist seit dem Beginn der 1990er Jahre in Saudi-Arabien als Künstlerin bekannt und hat an verschiedenen nationalen Ausstellungen teilgenommen. Seit dem Ende des Jahrzehnts stellte sie auch in Europa und Asien aus.
Bei der 54. Biennale di Venezia 2011 zeigte sie mit ihrer Schwester, der Autorin Raja Alem, im Pavillon ihres erstmals an der Biennale von Venedig teilnehmenden Heimatlandes die Lichtskulptur The Black Arch.
Die Malerin lebt in Dschidda, Saudi-Arabien und Paris.

## Ausstellungen (Auswahl)
- 1999: Einzelausstellung, Rochan Gallery, Dschidda, unterstützt von der Mansouria Foundation
- 2000: Europ'Art, Genf, unterstützt von der Mansouria Foundation
- 2000: Jinniyat Lar, Institut du monde arabe, Paris
- 2000: Jinniyat Lar, National Museum of Saudi Arabia, Riad, Saudi-Arabien, danach in der Galerie Jeaninen Rubeiz, Beirut, Libanon
- 2001: Art for All, Festival organisiert von der Mansouria Foundation
- 2002: Babel 2002, The National Museum of Contemporary Art, Seoul, Korea
- 2005: Sprachen der Wüste. Kunst aus 6 Golfstaaten, Kunstmuseum Bonn, Bonn
- 2008: Edge of Arabia. 17 Contemporary Artists from Saudi Arabia, Brunei Gallery, University of London, London
- 2009: Edge of Arabia, parallel zur 53. Biennale di Venezia im Palazzo Contarini dal Zaffo Polignac, Venedig
- 2011: The Black Arch mit ihrer Schwester Raj'a 'Alem bei der 54. Biennale di Venezia in Venedig[1]